# Samuel E. Anderson

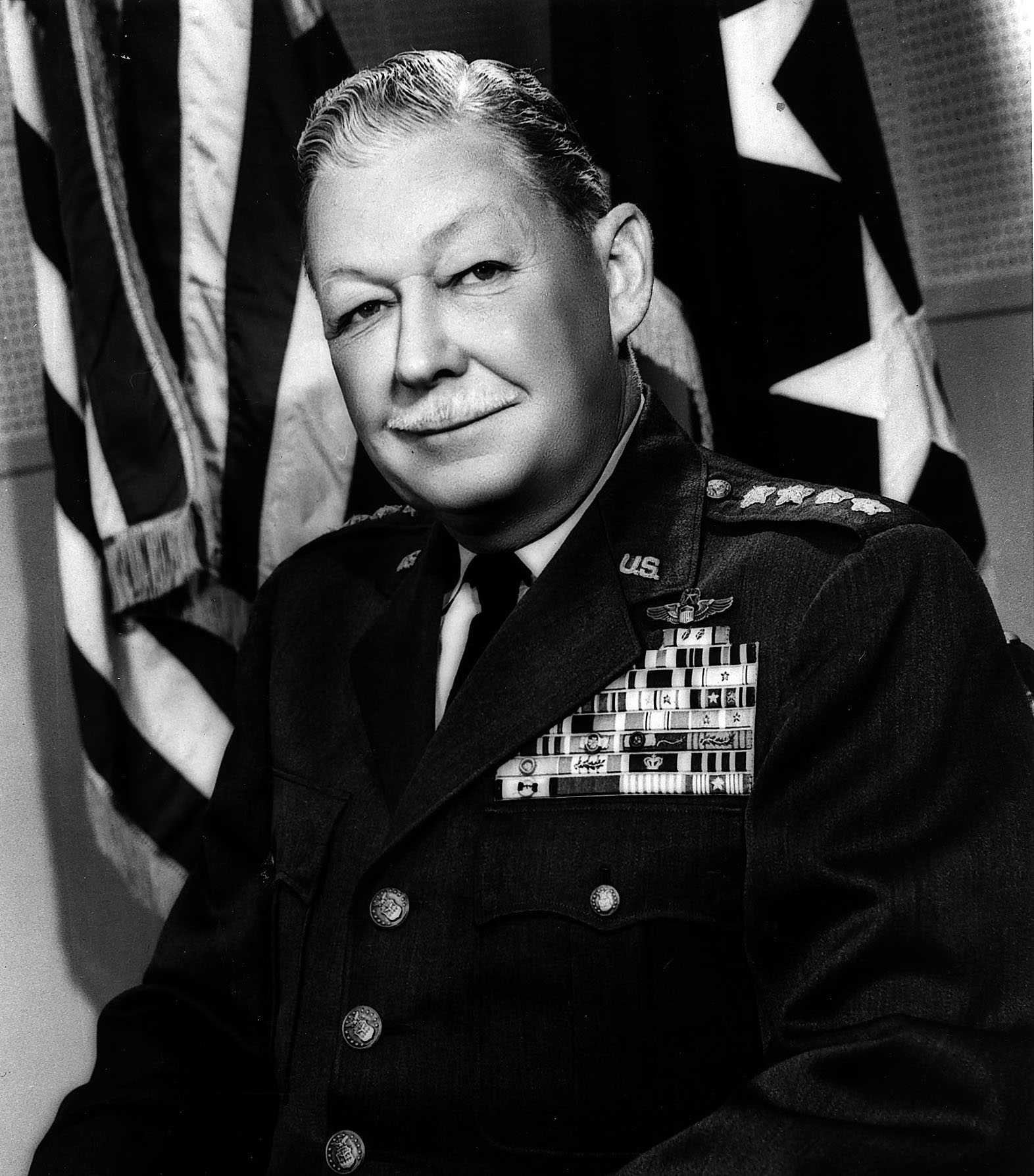
General Samuel E. Anderson

Samuel Egbert Anderson (* 6. Januar 1906 in Greensboro, North Carolina; † 12. September 1982 in Colorado Springs, Colorado) war ein US-amerikanischer General der US Air Force, der zuletzt von 1959 bis 1961 Kommandeur des Luftwaffenmaterialkommandos (Air Materiel Command) sowie anschließend zwischen 1961 und 1963 Kommandeur des daraus hervorgegangenen Luftwaffenlogistikkommandos (Air Force Logistics Command) war.

## Leben

### Ausbildung zum Luftwaffenoffizier und Zweiter Weltkrieg
Anderson absolvierte seine militärische Ausbildung an der US Military Academy in West Point, die er am 9. Juni 1928 mit der Beförderung zum Leutnant (Second Lieutenant) der Küstenartillerie beendete. Unmittelbar darauf begann er seine fliegerische Ausbildung an der Air Corps Primary Flying School auf dem Militärflugplatz Brooks Air Force Base, die er 1929 abschloss. Danach besuchte er den Luftbeobachtungskurs an der Air Corps Advanced Flying School und wurde nach dessen Abschluss am 15. Oktober 1929 zur 5. Beobachtungsstaffel (5th Observation Squadron) auf dem Luftwaffenstützpunkt Mitchel Air Force Base versetzt, wo er am 1. November 1929 Angehöriger des US Army Air Corps (USAAC) wurde.
Im September 1932 wurde Anderson zur Chanute Air Force Base versetzt, wo er bis Februar 1939 als Flugausbilder tätig war. Daneben versah er zeitweilig Dienst auf dem Stützpunkt Kelly Field in Texas. Im März 1939 wechselte er zu den Schofield Barracks und zum Stützpunkt Wheeler Army Airfield auf Hawaii und wurde dort Kommandeur (Commanding Officer) der 6. Jagdstaffel (6th Pursuit Squadron). Danach übernahm er im November 1940 den Posten als S 3-Stabsoffizier für Planung und Ausbildung beim 18. Zusammengesetzten Geschwader (18th Composite Wing), ehe er im Mai 1941 zur Langley Air Force Base wechselte und dort bis Oktober 1941 verschiedene Funktionen wahrnahm. Im Oktober 1941 wurde er ins Büro des Assistierenden Chef des Luftwaffenstabes im Hauptquartier der US Air Force nach Washington, D.C. versetzt, ehe er anschließend zwischen März 1942 und Mai 1943 Verwendung in der Operationsabteilung des Generalstabes im US-Kriegsministerium fand. In dieser Zeit nahm er auch an Kriegseinsätzen in Pazifikkrieg teil und wurde am 9. Juni 1942 als Oberst „für seine Tapferkeit im Einsatz bei Port Moresby und Salamaua“ in der Schlacht im Korallenmeer mit dem Silver Star ausgezeichnet. 
Im Mai 1943 wurde Anderson auf den europäischen Kriegsschauplatz versetzt und übernahm den Posten als Verwaltungsinspektors beim 3. Mittleren Bombergeschwader (3rd Medium Bombardment Wing), ehe er am 12. Juli 1943 Kommandeur dieses Geschwaders wurde. Zwei Monate später wurde ihm als Generalmajor im September 1943 das Distinguished Flying Cross „für außerordentliche Verdienste bei der Führung seines Geschwaders bei zwei Kampfeinsätzen über feindlich besetztem Gebiet in Europa am 16. Juli und 2. August 1943“ verliehen. Im Oktober 1943 folgte seine Ernennung zum Kommandierenden General des 9. Mittleren Bomberkommandos (9th Bomber Command (Medium)) der Neunten Luftflotte (Ninth Air Force), wobei zehn der elf unter seinem Kommando stehenden Bombergruppen eine Presidential Unit Citation erhielten. Nach seiner Rückkehr in die USA wurde er im Mai 1945 Chef des Stabes der US-Luftstreitkräfte in Kontinentalamerika CAF (Continental Air Forces) auf dem Luftwaffenstützpunkt Joint Base Anacostia-Bolling. Im Juni 1945 wurde er erstmals mit der Army Distinguished Service Medal „für außerordentliche Fähigkeiten und technische Kompetenz als Kommandierender General bei der Aktivierung, Entwicklung, Ausbildung und Führung der Operationen des 9. Mittleren Bombergeschwaders im Zeitraum von Juli 1943 bis Dezember 1944“ geehrt.

### Nachkriegszeit und Aufstieg zum General
Anderson wurde im Februar 1946 Mitglied des Vereinigten Strategischen Beobachtungsausschusses bei den Vereinigten Stabschefs JCS (Joint Chiefs of Staff) und danach im Februar 1948 zum Leiter der Planungs- und Operationsabteilung im Büro des stellvertretenden Chefs des Luftwaffenstabes im Hauptquartier der US Air Force ernannt, wo er bis August 1950 tätig war. Während des Koreakriegs bekleidete er zwischen August 1950 und Mai 1953 den Posten als Kommandierender General der Achten US-Luftflotte (Eighth Air Force) auf dem Luftwaffenstützpunkt Carswell Air Force Base. Am 31. Mai 1953 wurde er zum Generalleutnant befördert und trat die Nachfolge von Generalleutnant Glenn O. Barcus als Kommandierender General der Fünften US-Luftflotte (Fifth Air Force) an.
Nachdem Anderson von Mai 1954 bis zum 1. August 1957 Leiter der Waffensystemevaluierungsgruppe beim Unterstaatssekretär für Forschung und Entwicklung im US-Verteidigungsministerium (Assistant Secretary of Defense for Research and Development) war, wurde er am 1. August 1957 Kommandeur des Luftwaffenforschungs- und -entwicklungskommandos ARDC (Air Research and Development Command).
Am 10. Mai 1959 wurde Anderson zum General befördert und übernahm an diesem Tag den Posten als Kommandeur des Luftwaffenmaterialkommandos AMC (Air Materiel Command) auf der Wright-Patterson Air Force Base. Nachdem aus dem Air Materiel Command am 1. April 1961 das Luftwaffenlogistikkommando (Air Force Logistics Command) wurde, übernahm er den Posten des Kommandeurs dieses Kommandos und übte diesen bis zum 12. September 1982 aus.
Anderson wurde mehrfach ausgezeichnet und erhielt unter anderem drei Mal die Army Distinguished Service Medal, zwei Mal die Air Force Distinguished Service Medal, den Silver Star, das Distinguished Flying Cross sowie die Bronze Star Medal. 